# Dániel Hadfi
Dániel Hadfi, née le 13 mai 1982, est un judoka hongrois évoluant dans la catégorie des moins de 100 kg (poids mi-lourds). Le Hongrois se révèle dans les catégories juniors en remportant plusieurs médailles internationales entre 2000 et 2004 (un titre européen en 2004, une médaille de bronze mondiale en 2000). En 2006, Hadfi monte sur son premier podium international majeur en décrochant la médaille d'argent lors de l'Euro 2006. L'année suivante, il remporte cette fois le sacre continental avant de monter sur la troisième place lors des Mondiaux 2007.

## Palmarès

### Championnats du monde
- Championnats du monde 2005 au Caire (Égypte) :
  - 7e dans la catégorie des moins de 100 kg (poids mi-lourds).
- Championnats du monde 2007 au Rio de Janeiro (Brésil) :
  -  Médaille de bronze dans la catégorie des moins de 100 kg (poids mi-lourds).

### Championnats d'Europe
| Année / Catégorie                 | 2006 | 2007 |
| --------------------------------- | ---- | ---- |
| moins de 100 kg (poids mi-lourds) | 2e   | 1er  |

### Divers
Juniors :
| Événement      | Niveau / Année  | 2000 | 2004 |
| -------------- | --------------- | ---- | ---- |
| Chpts du monde | Juniors -20 ans | 3e   | -    |
| Chpts d'Europe | Juniors -20 ans | 3e   | -    |
| Chpts d'Europe | Espoirs -23 ans | -    | 1er  |